# سوپر جام اروپا ۱۹۹۵
فینال سوپر جام اروپا ۱۹۹۵، رقابت پایانی سوپر جام اروپا است که مابین دو تیم باشگاه فوتبال آژاکس و باشگاه فوتبال رئال ساراگوسا برگزار شده‌است.
این مسابقه که در تاریخ‌های ۶ فوریه ۱۹۹۶ و ۲۸ فوریه ۱۹۹۶ انجام شده‌است در مجموع با نتیجه ۵ بر ۱ به سود باشگاه فوتبال آژاکس به پایان رسید.